# Yves Le Goff
Pour les articles homonymes, voir Le Goff.
Yves Le Goff est un coureur cycliste français, né le 25 février 1907 à Plévin (Côtes-du-Nord) et mort le 11 août 1987 à Saint-Barthélemy-d'Anjou (Maine-et-Loire). 
Yves Le Goff est le frère de deux anciens coureurs cyclistes :
- Eugène
- Louis

## Palmarès
- 1930
  - 2e de Nantes-Les Sables-d'Olonne
  - 2e du Circuit du Bocage vendéen
  - 3e du Grand Prix de la Sarthe
  - 3e du Circuit de Saumur
- 1931
  -  Champion de France sur route amateurs
  - 2e du Grand Prix de Saumur
  - 3e du Circuit du Maine-et-Loire
- 1932
  - Circuit du Bocage vendéen
  - Circuit de Saumur
  - Grand Prix de Saumur
  - 3e du Circuit du Maine-et-Loire
- 1933
  - Circuit du Maine-et-Loire
  - Grand Prix de Thizy
  - Grand Prix de Saumur
  - Royan-Saint-Junien
- 1934
  - 2e du Circuit de Paris
- 1935
  - 2e de Nantes-Les Sables-d'Olonne
  - 3e de Paris-Saint-Étienne
- 1936
  - 2e de Paris-Angers
  - 2e du Circuit du Bocage vendéen

## Résultats sur les grands tours

### Tour de France
2 participations
- 1932 : abandon (8e étape)
- 1934 : 33e

### Tour d'Italie
- 1935 : 41e